# دحوالارض
 دَحوُالأَرض روز بیست و پنجم ذی القعده که به اعتقاد مسلمانان روزی است که خداوند زمین را از محل کعبه گسترانید.
در قرآن نیز به آن اشاره شده چنانکه در  سوره نازعات آیه ۳۰ و همچنین سوره شمس آیه ۶ به آن اشاره شده است: "وَالْأَرْضِ وَمَا طَحَاهَا "
قسم به زمین و آنکه گسترانید. از دیگر اتفاقاتی که در روز دحوالارض افتاده است، آغاز حرکت برای حجة الوداع -آخرین حج محمد- بوده است. این روز در اسلام مقدس شمرده شده است.

## معنای دحوالارض
دحو به معنی حرکت دادن و گسترانیدن و ارض به معنی زمین است و دحو الارض به معنی گسترانیدن و ایجاد زمین (خلقت زمین) است. کلمه دحوالارض در برخی از آیات قرآن مورد اشاره است که بارزترین آنها در سوره نازعات می‌باشد. در سوره نازعات، کلمه دحوالارض به معنای بساطت و پهن شدن زمین آمده است. با این حساب معنای دحوالارض یعنی امتداد پیدا کردن زمین در روز آغاز خلقتش.